# Classes Plantarum

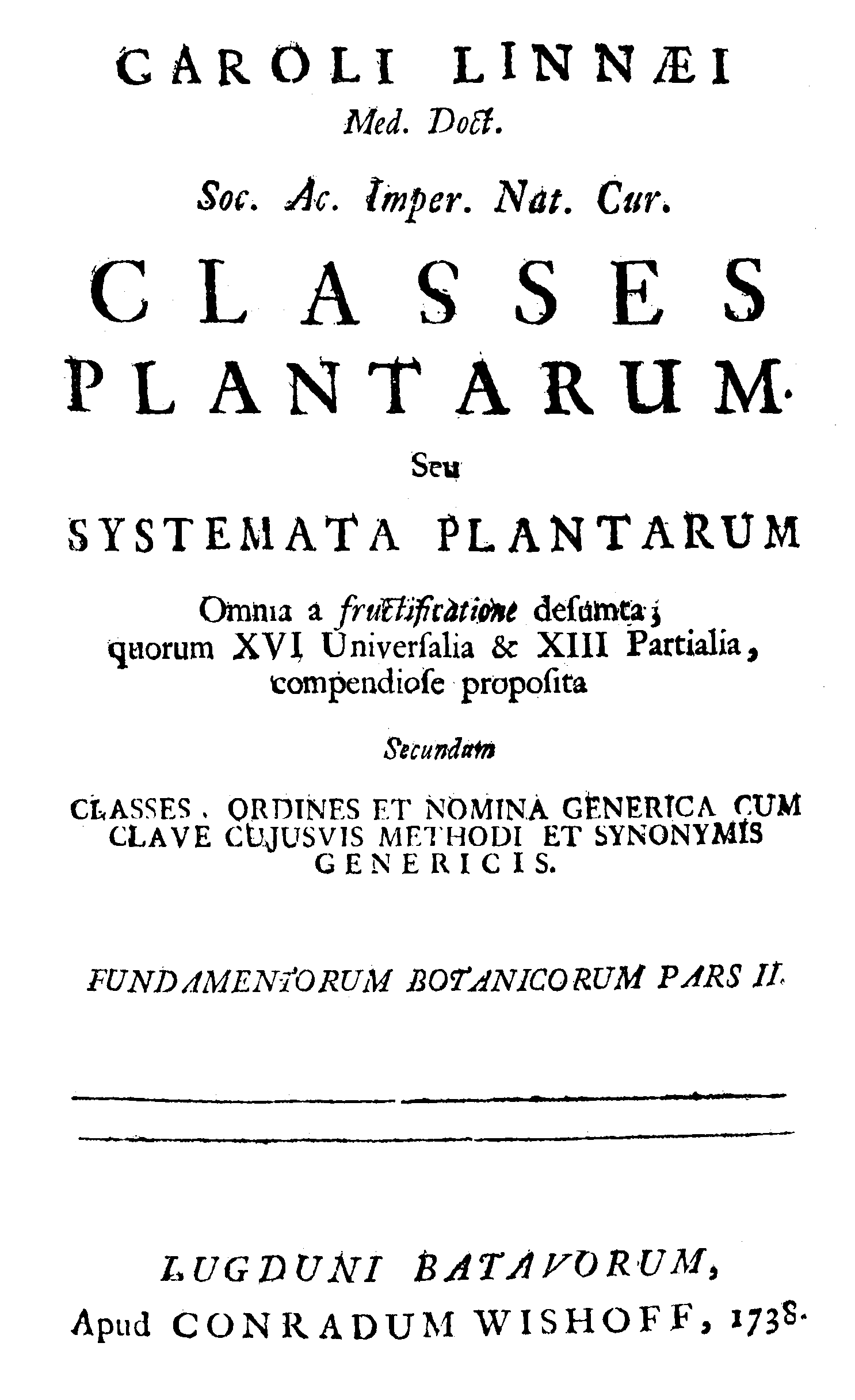
Titelblatt der 1. Auflage von Classes Plantarum Leiden 1738

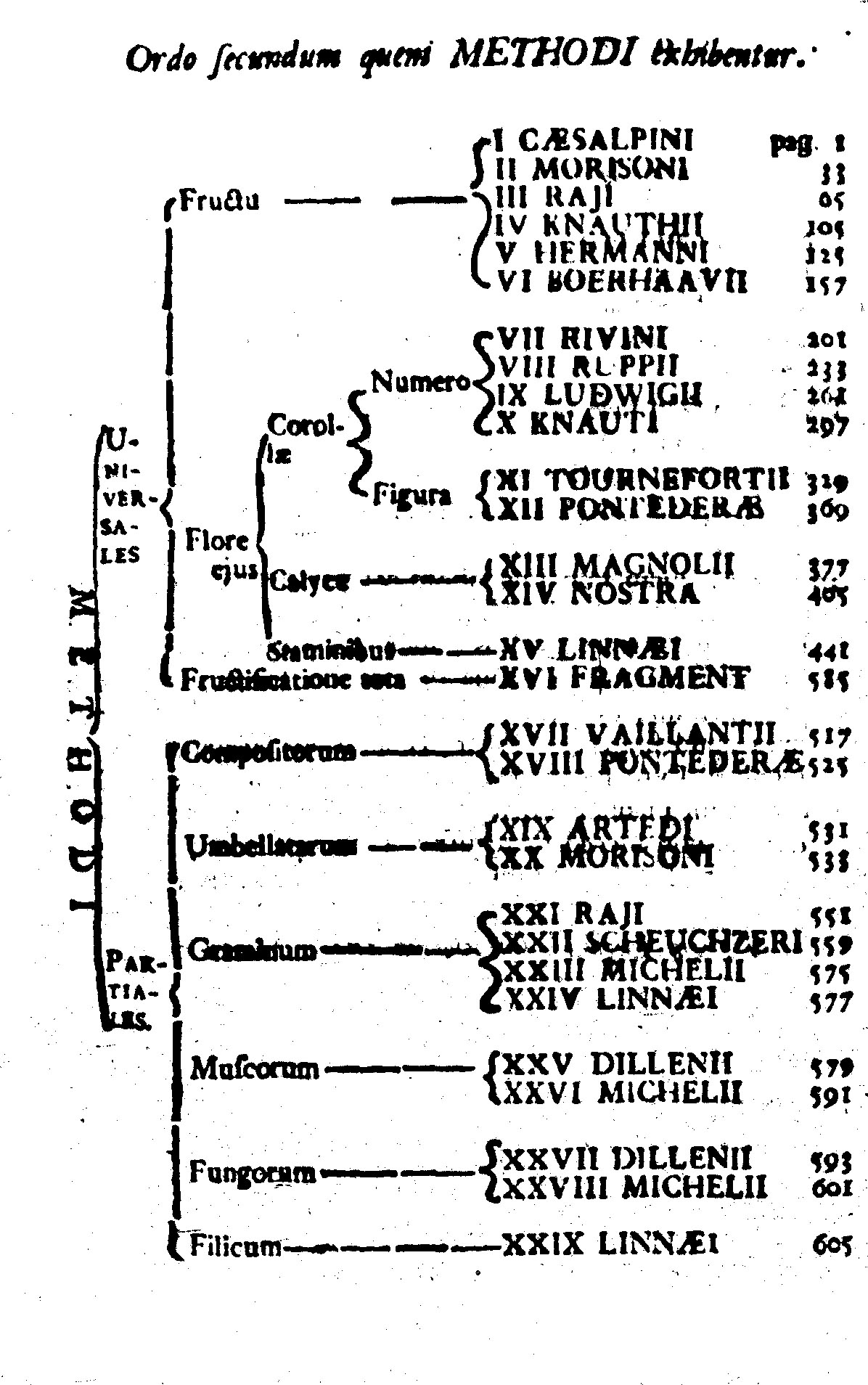
Überblick über „universellen“ und „teilweisen“ Systeme

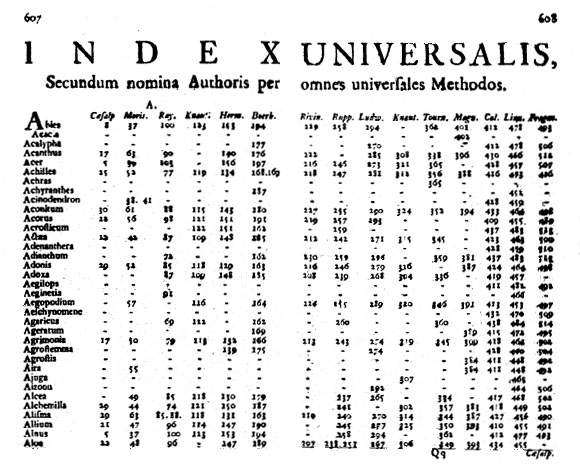
Vergleichender Index der Gattungen der betrachteten Systeme

Classes Plantarum ist der Titel eines Werkes von Carl von Linné, in dem er sich mit den bestehenden botanischen Klassifizierungssystemen auseinandersetzte und sie in systematischer Weise beschrieb und verglich.

## Werk
Die erste Auflage erschien 1738 im Oktavformat unter dem vollständigen Titel Classes plantarum. Seu systemata plantarum omnia a fructificatione desumta, quorum XVI universalia & XIII patialia, compendiose proposita secundum classes, ordines et nomina generica cum clave cujusvis methodi et synonymis genericis. Fundamentorum botanicorum pars II bei Coenraad Wishoff in Leiden.
Die Erstausgabe ist Baron Nils Esbjörnsson von Reuterholm (1676–1756) und Baron Gabriel Gyllengrip (1687–1753) gewidmet. Das Vorwort ist auf den 20. März 1738 datiert.

### Inhalt
Classes Plantarum ist eine detaillierte Ausarbeitung der im zweiten Kapitel (Systemata) von Fundamenta Botanica aufgestellten Aphorismen 53 bis 77.
Es bietet einen Überblick über 16 „universelle“ (behandeln das gesamte Pflanzenreich) und 13 „teilweise“ (behandeln spezielle Taxa) Pflanzensysteme, die auf den „Fruchtbildungsorganen“ beruhen. Linné unterscheidet dabei zwischen „künstlichen“ und „natürlichen“ Systemen:
- Universelle Systeme
  - Systeme nach der Frucht
    - Andrea Cesalpino
    - Robert Morison
    - John Ray
    - Christoph Knaut
    - Paul Hermann
    - Herman Boerhaave

  - Systeme nach der Blüte
    - Systeme nach der Blütenkrone
      - Nach der Anzahl
        - August Quirinus Rivinus
        - Heinrich Bernhard Rupp
        - Christian Gottlieb Ludwig
        - Christian Knaut

      - Nach der Form
        - Joseph Pitton de Tournefort
        - Giulio Pontedera

    - Systeme nach dem Blütenkelch
      - Pierre Magnol
      - Nostra (Carl von Linné)

    - Systeme nach den Staubblättern
      - Carl von Linné

  - Systeme nach der gesamten Fruktifikation (Fruchtbildungsorganen)
    - Fragmenta (Linné)

- Teilweise Systeme
  - Compositorum (Compositae)
    - Sébastien Vaillant
    - Giulio Pontedera

  - Umbellatarum (Umbelliferae)
    - Peter Artedi
    - Robert Morison

  - Graminium (Gramineae)
    - John Ray
    - Johannes Scheuchzer
    - Pier Antonio Micheli
    - Carl von Linné

  - Muscorum (Moose)
    - Johann Jacob Dillen
    - Pier Antonio Micheli

  - Filicum (Farne)
    - Johann Jacob Dillen
    - Pier Antonio Micheli

  - Fungorum (Pilze)
    - Carl von Linné

### Gliederung
- Widmung
- Lectori S. Author. (Vorwort)
- Ordo secundum quem Methodi exhibentur.
- Andreae Caesalpini Aretini; Professoris quondam Patasini Methodus à Receptaculo.
- Roberti Morisoni Scoti; Professoris Botanices quondam Oxoniensis Methodus à Fructu.
- Joannis Raji Angli, Theologi Methodus à Fructu.
- Christophori Knaut Germani Methodus à Fructu.
- Pauli Hermanni Germani, Professoris Botanices Leidae Methodus à Fructu.
- Hermanni Boerhaavii Belgae, Professoris Botanic. Leidae Methodus à Fructu.
- II. Systema A Petalis Eorumque Regularitate & Numero Cujus Auctor Rivinus est.
  - Augusti Quirini Rivini Germani, Professoris Botan. Lipsiensis Methodus à Petalorum Aequalitate & Numero.
  - Henr. Bernh. Ruppii Germani, Medicinae Cultoris. Methodus à Petalorum Aequalitate & Numero.
  - M. Christ. Gottl. Ludwigii Germani, Medici, Docent. Lipsiens. Methodus à Petalorum Aequalitate & Numero.
  - Christiani Knaut Germani, Medici Hallens. Methodus à Petalorum Numero & Aequalitate.
- III. Systema A Corollae Figura Cuius Autctor Tournefort est.
  - Joseph. Pitton. Tournefort Galli, Professoris Botanices Parisini Methodus à Corollae Figura.
  - Julii Pontederae Itali, Professoris Botanices Patavini Methodus à Corollae Figura.
- IV. Systema A Calice Cuius Auctor Magnol est.
  - Petrimagnoli Galli, Professoris Botanices Monspeliensium Methodus à Calice: Perianthio & Pericarpio.
  - C. L. Methodus à Calycis Speciebus.
- V. Systema A Staminibus Quod Nostrum est.
  - Caroli Linnaei Succi, Medici Systema à Sexu: Staminibus & Pistillis.
  - Fragmenta Methodi Naturalis.
- Methodi Partiales. Quae unicam tantum classem sistunt.
  - Sebast. Vaillantii Demonstr. pl. Hort. Paris. Methodus Compositorum.
  - Julii Pontederae Prof. Bot. Patavini Methodus Compositorum.
  - Petri Artedi Succi, Medici Methodus Umbellatarum.
  - Joannis Raji Angli Theologi Methodus Graminum.
  - Johannis Scheuchzeri Helveti, Soc. Ac. Imp. & Prof. Tigurini Methodus Graminum.
  - Jo. Jac. Dillenii Germani; Profess. Botan. Oxon. Methodus Muscorum.
  - Petri Antonii Micheli Hetrus; Botan. Princ. Ducis Etruriae, Methodus Muscorum.
  - Jo. Jac. Dillenii Germani, Soc. Ac. N. C. Methodus Fungorum.
  - Petri Anton. Michelii Hetrusci; Bot. Ducis Hetruriae, Methodus Fungorum.
  - Authoris Methodus Filicum.
- Index Secundum nomina Authoris ...
- Index Universalis, Secundum nomina Authoris per omnes universales Methodos

### Enthaltene Schlüssel

Schlüssel der „universellen“ Systeme
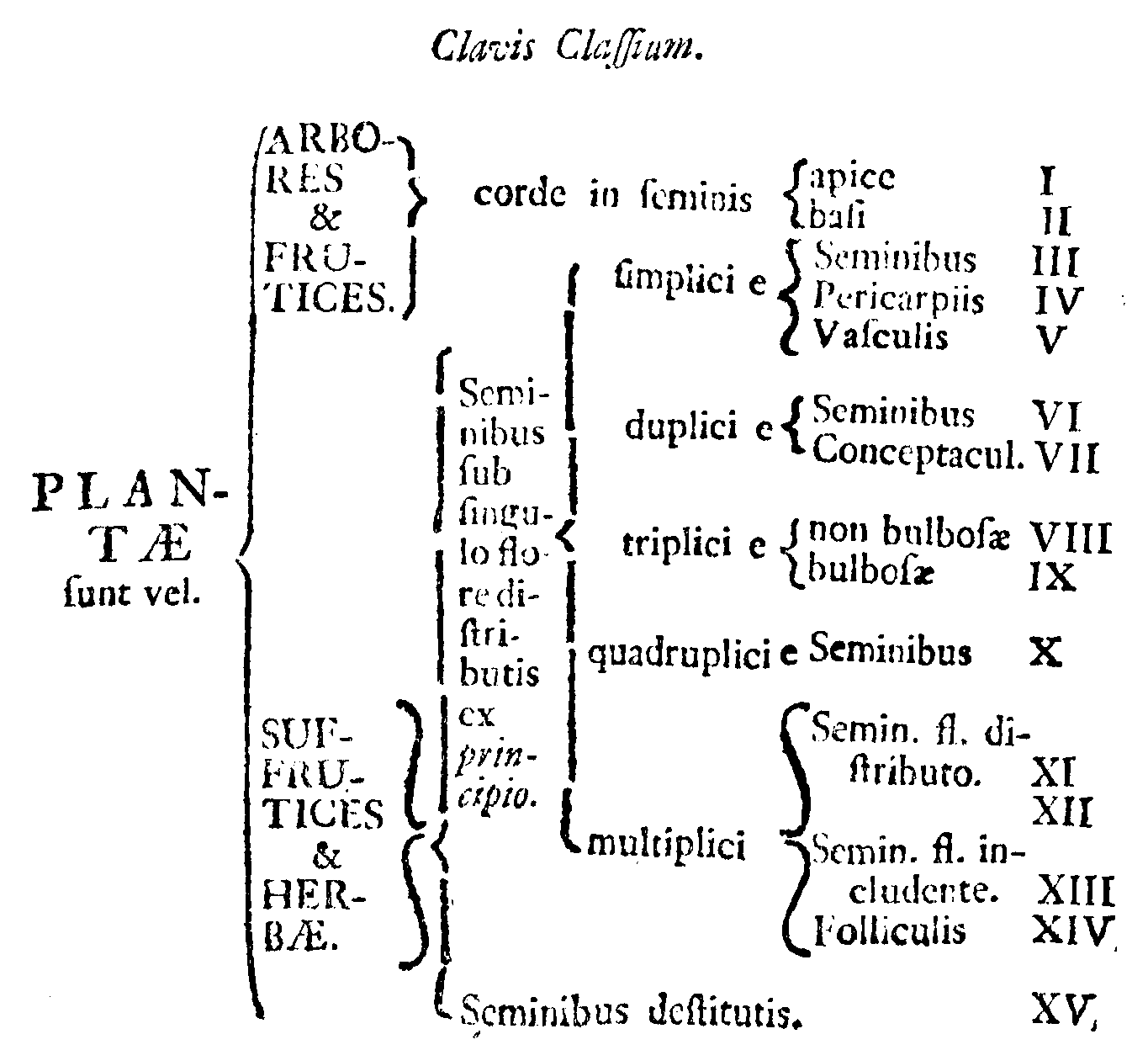
Andrea Cesalpino
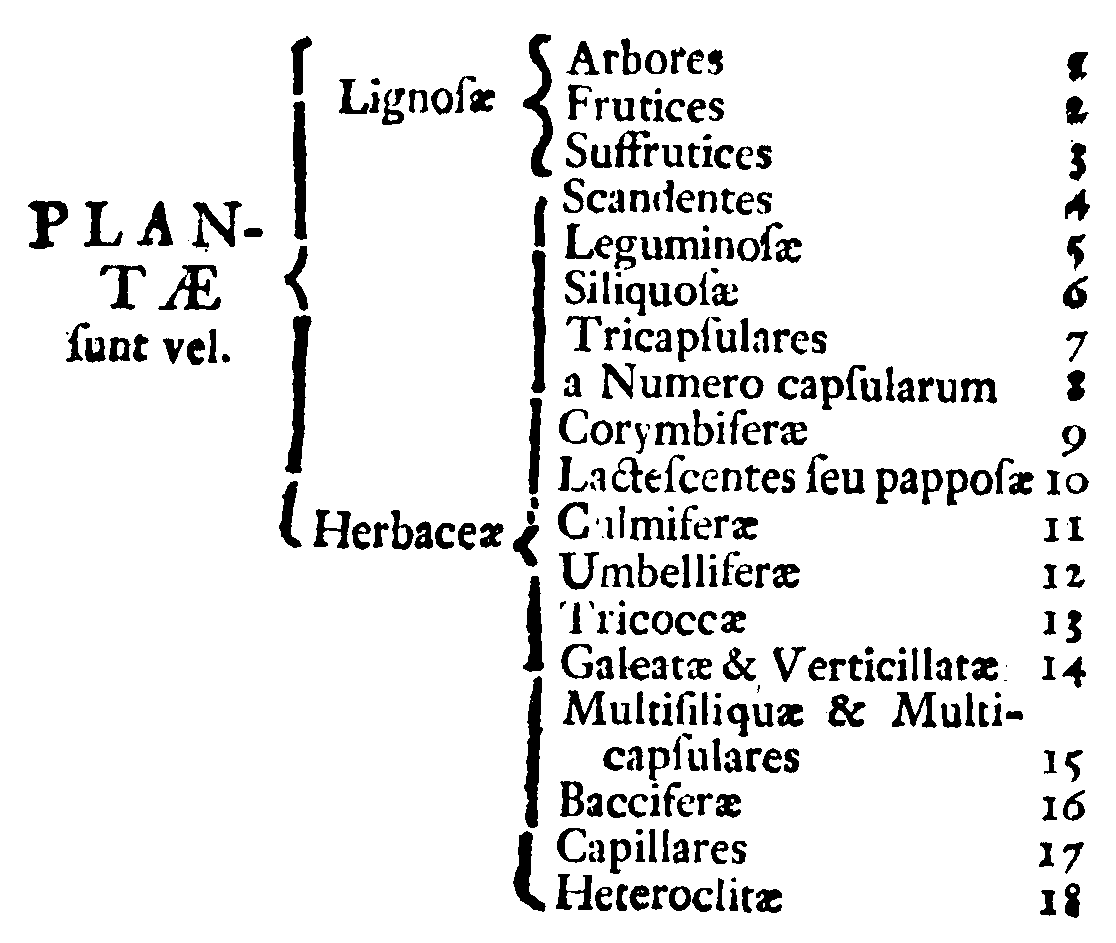
Robert Morison
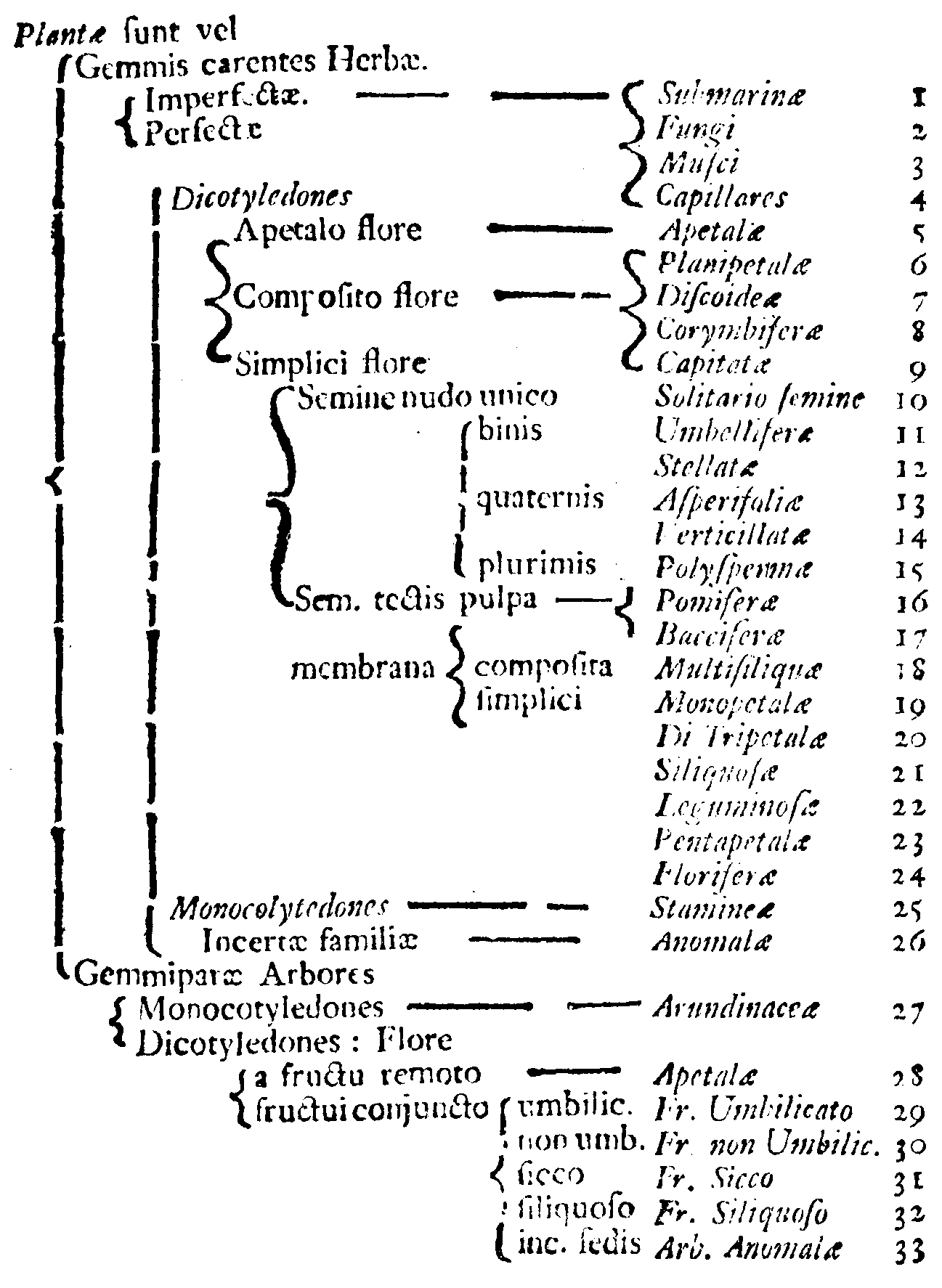
John Ray
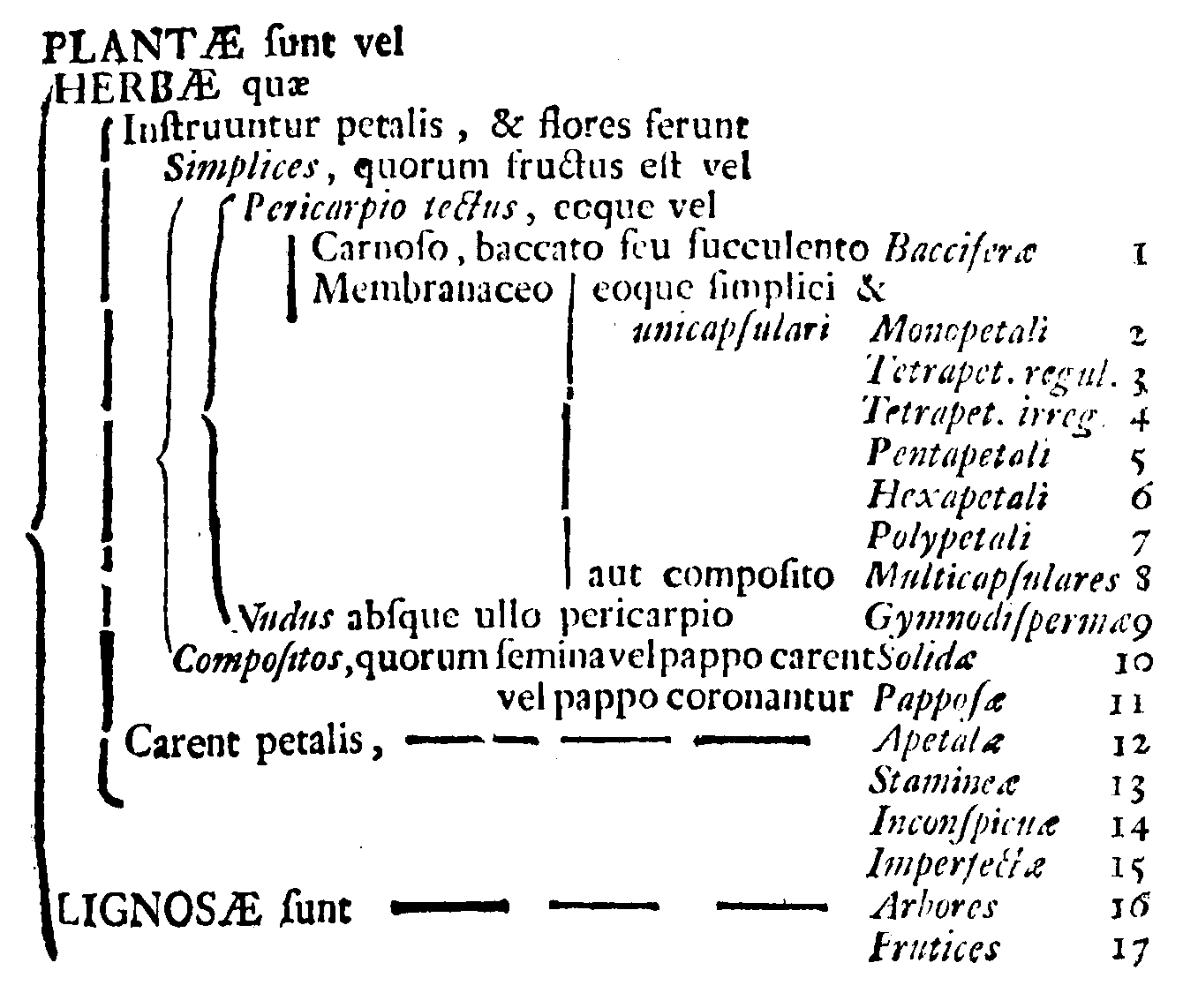
Christoph Knaut
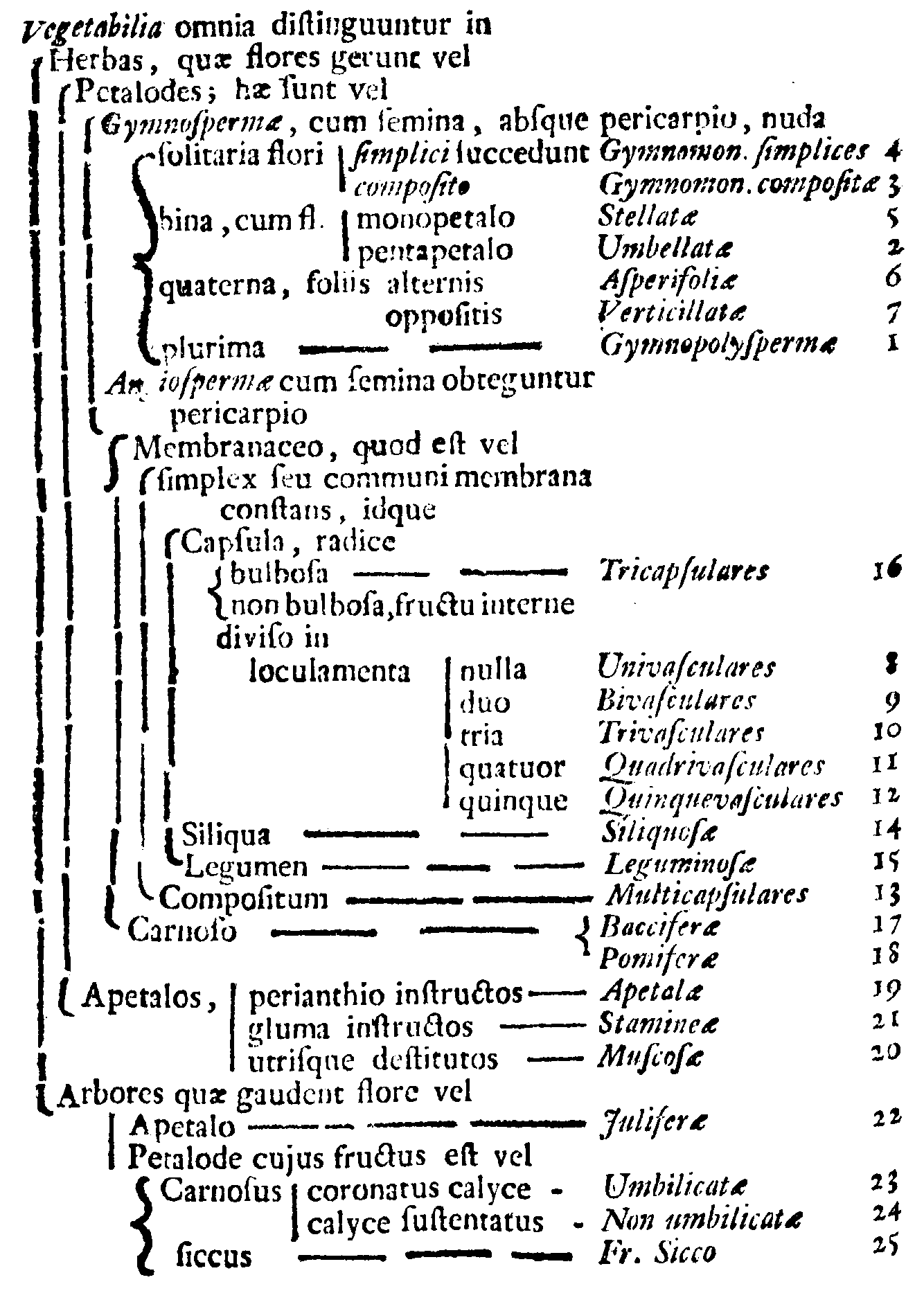
Paul Hermann
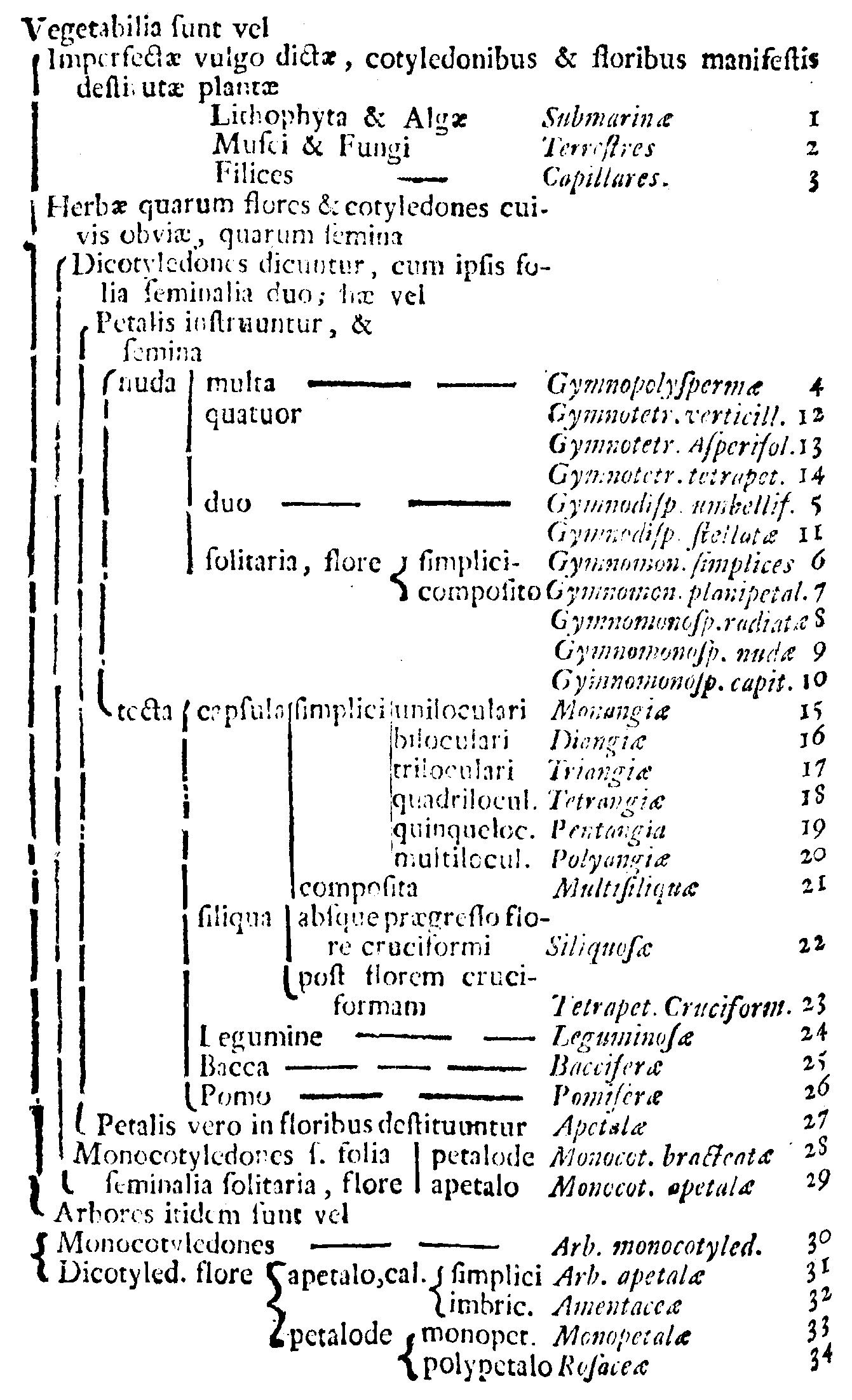
Herman Boerhaave
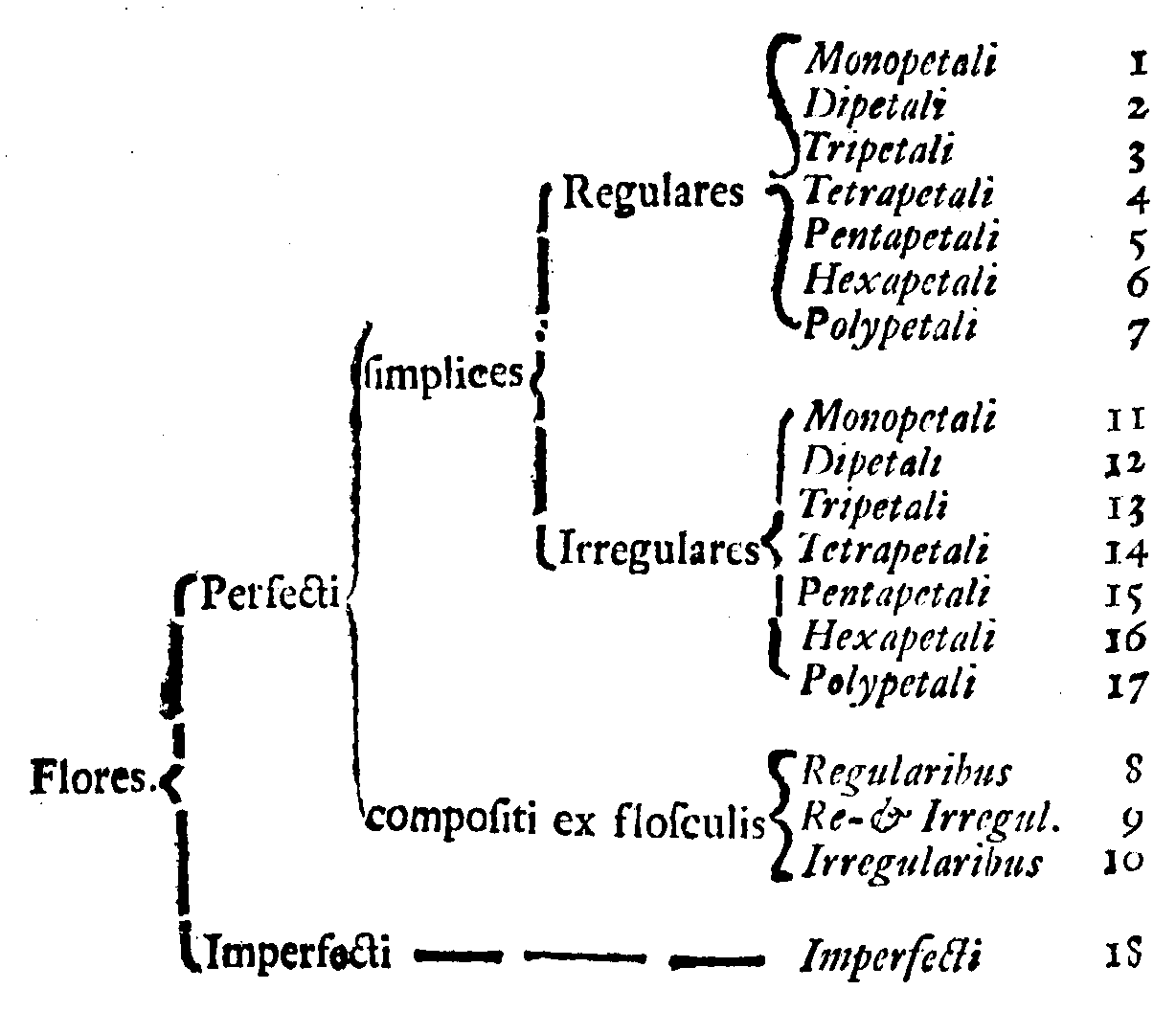
August Quirinus Rivinus
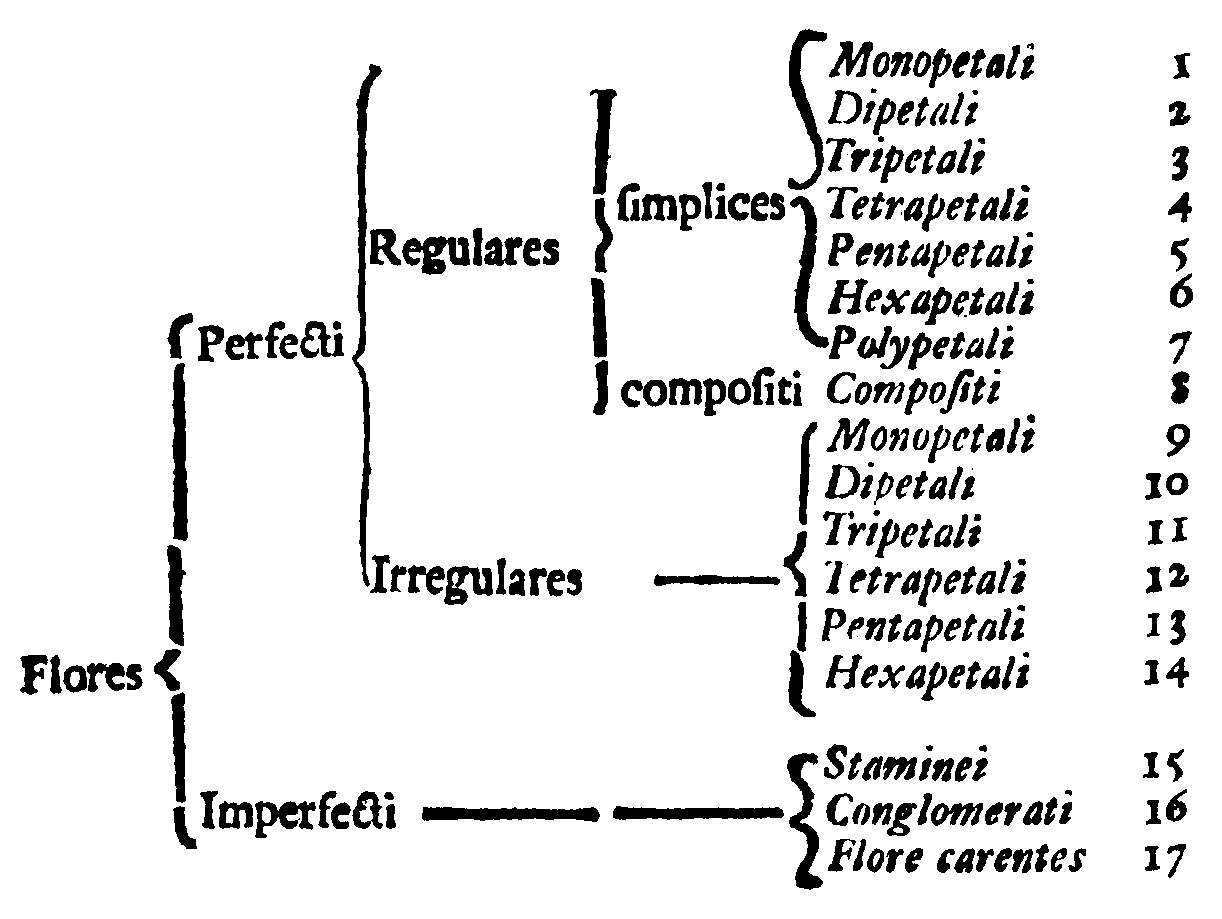
Heinrich Bernhard Rupp
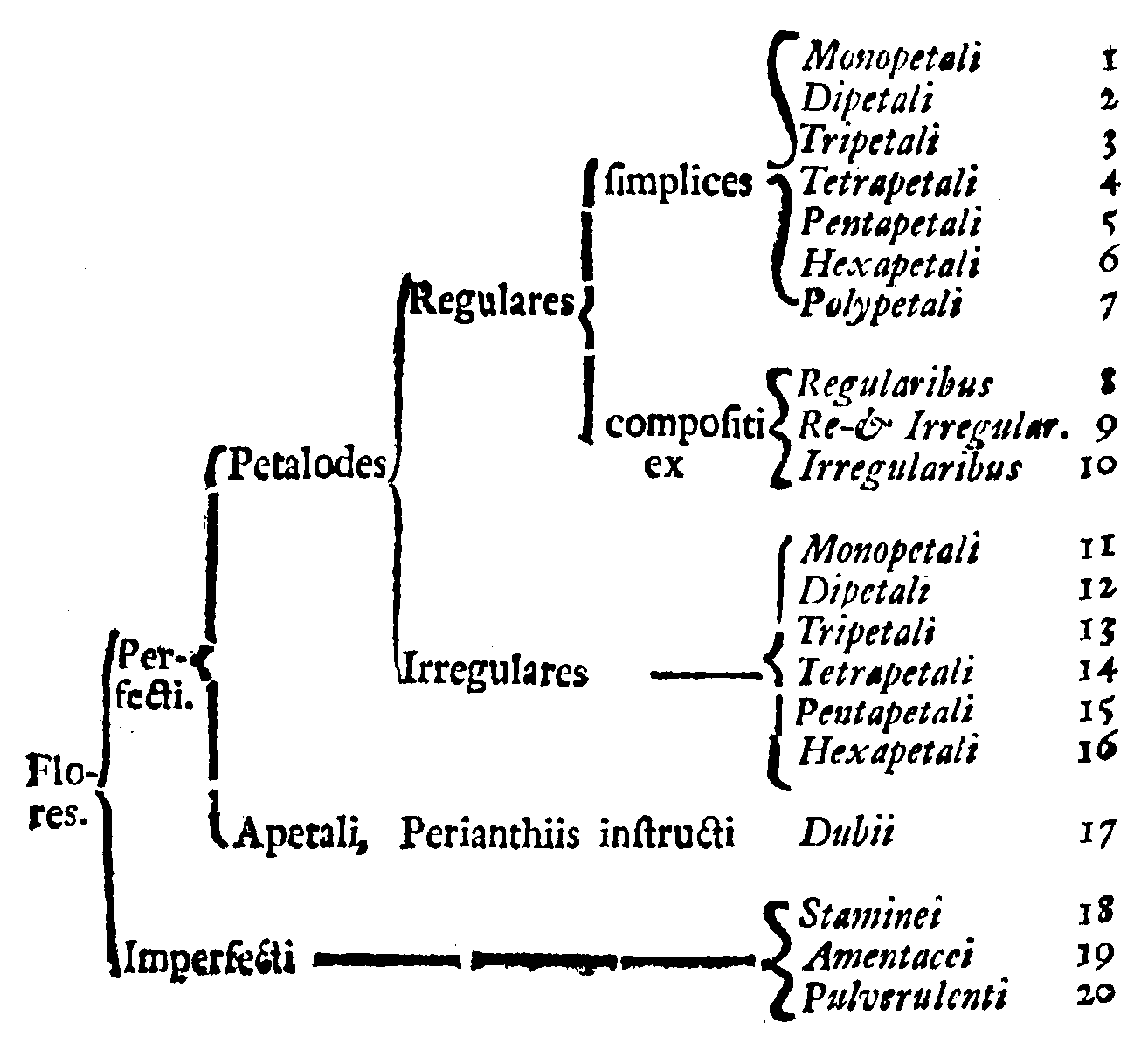
Christian Gottlieb Ludwig
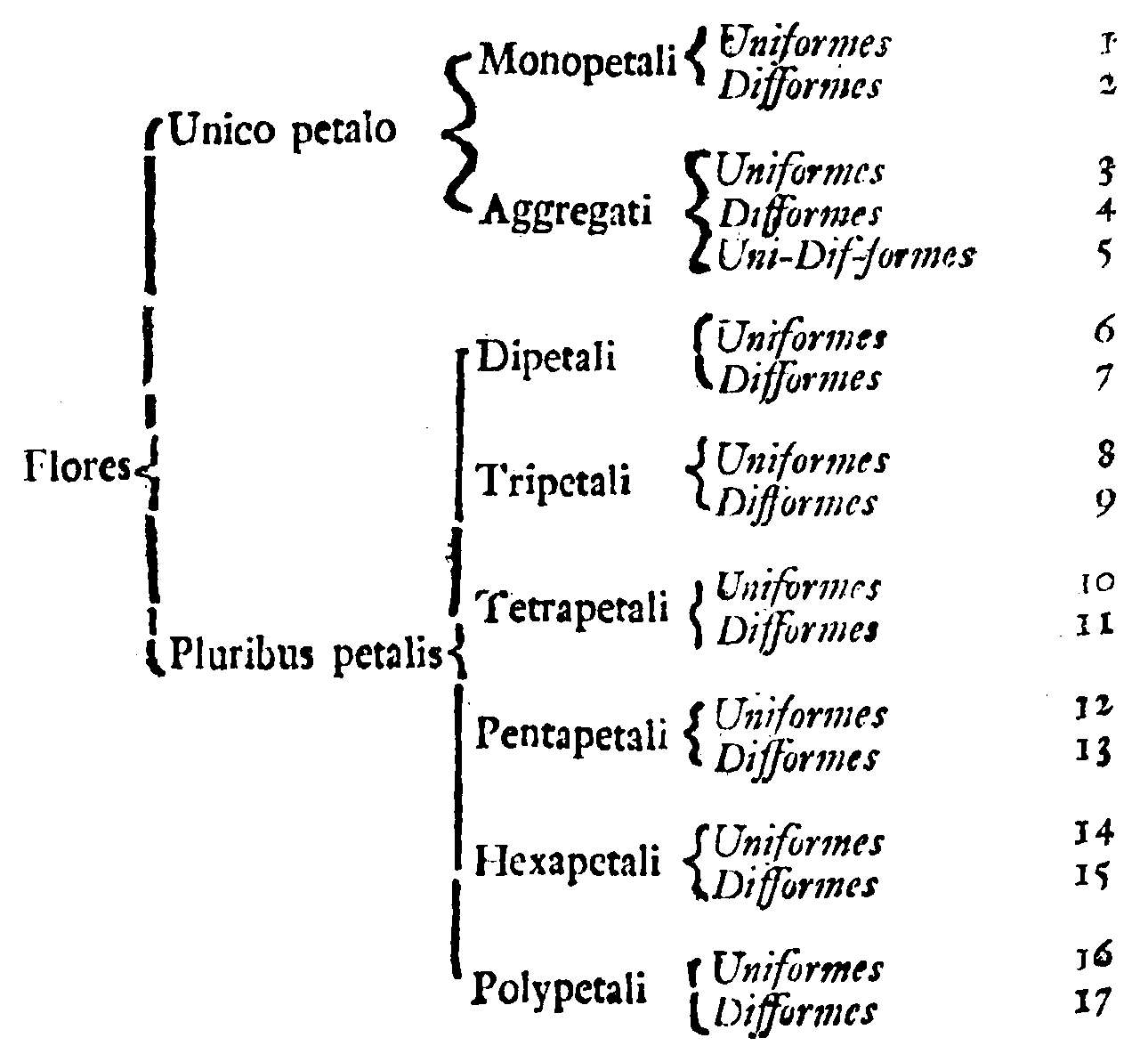
Christian Knaut
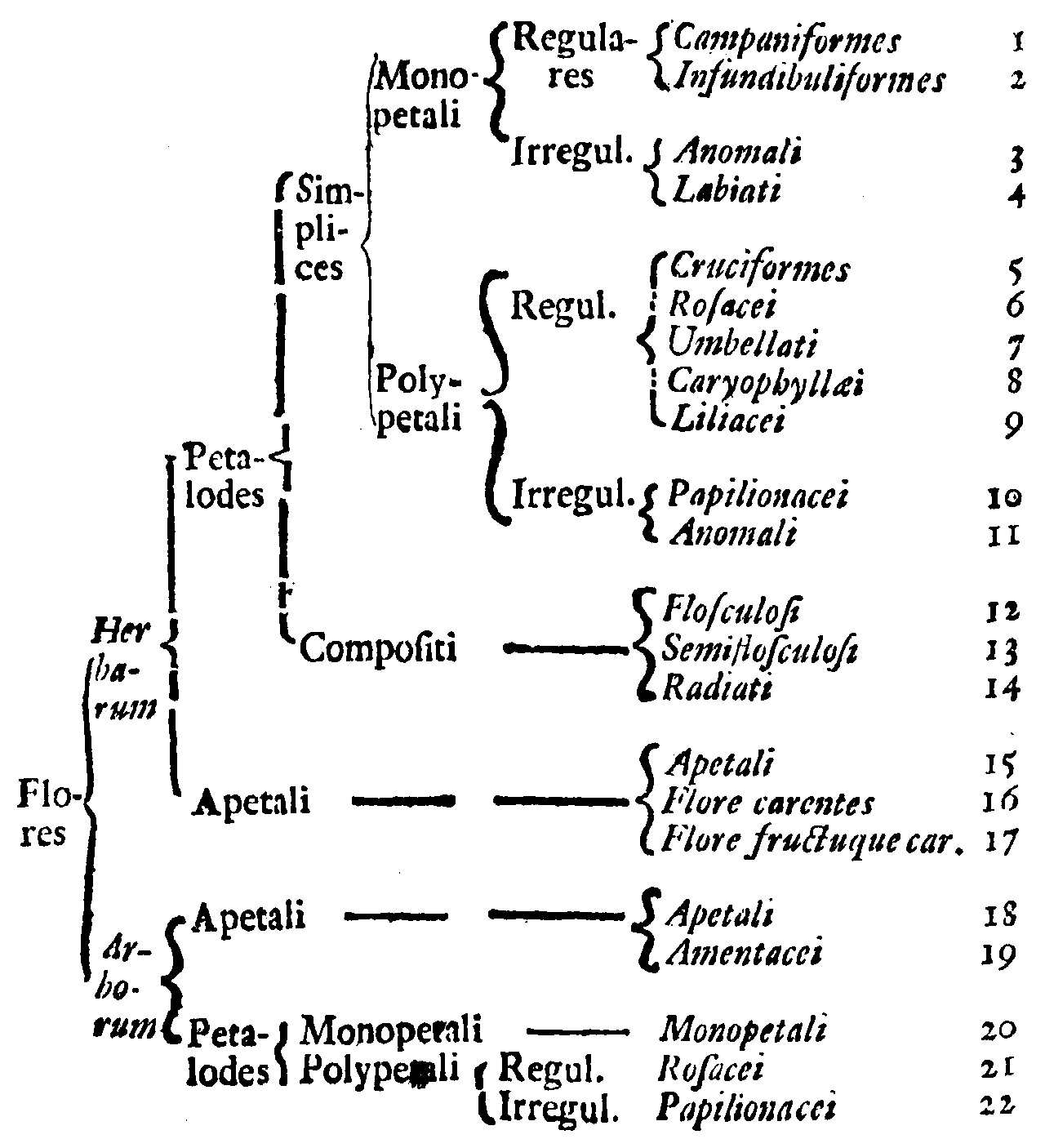
Joseph Pitton de Tournefort
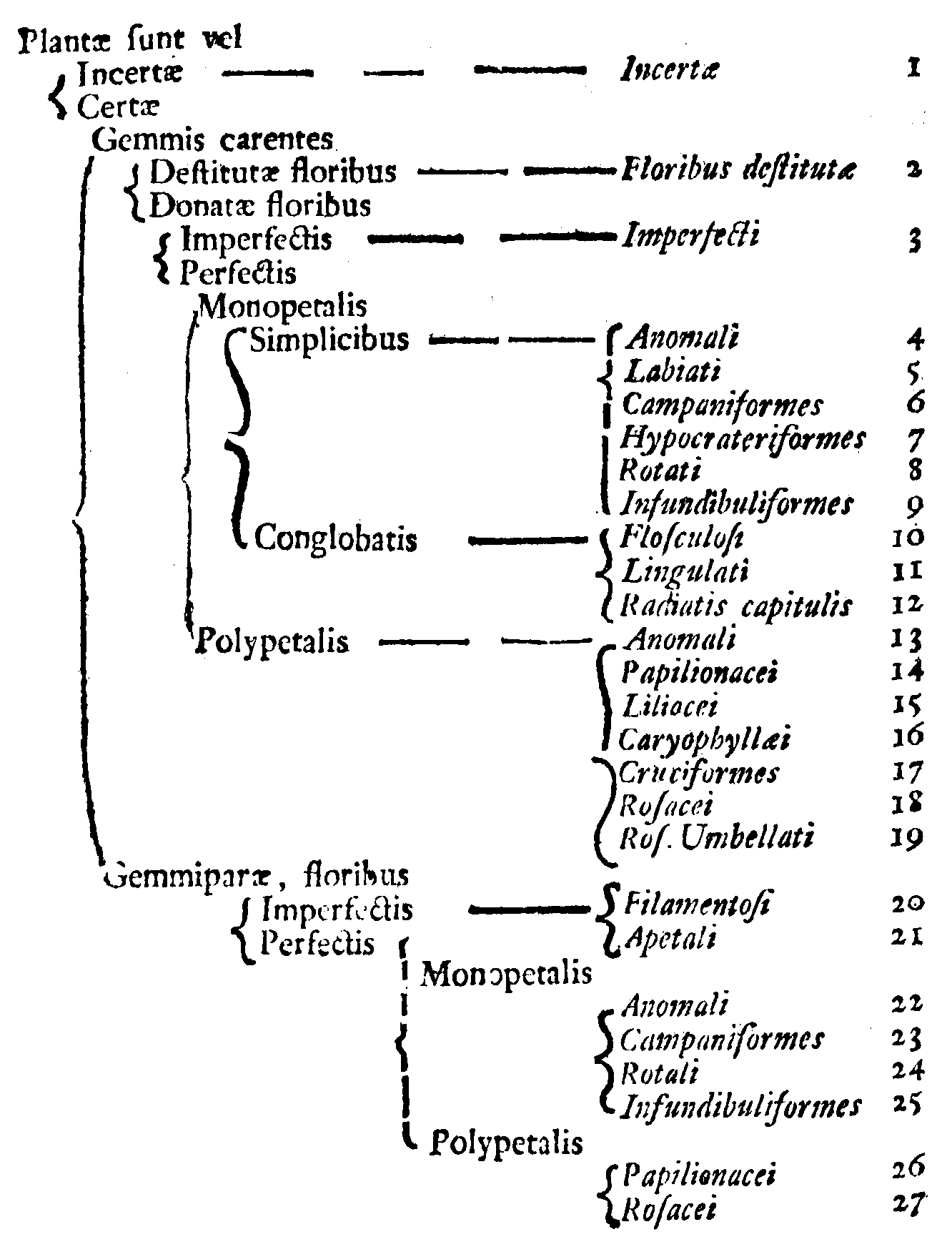
Giulio Pontedera
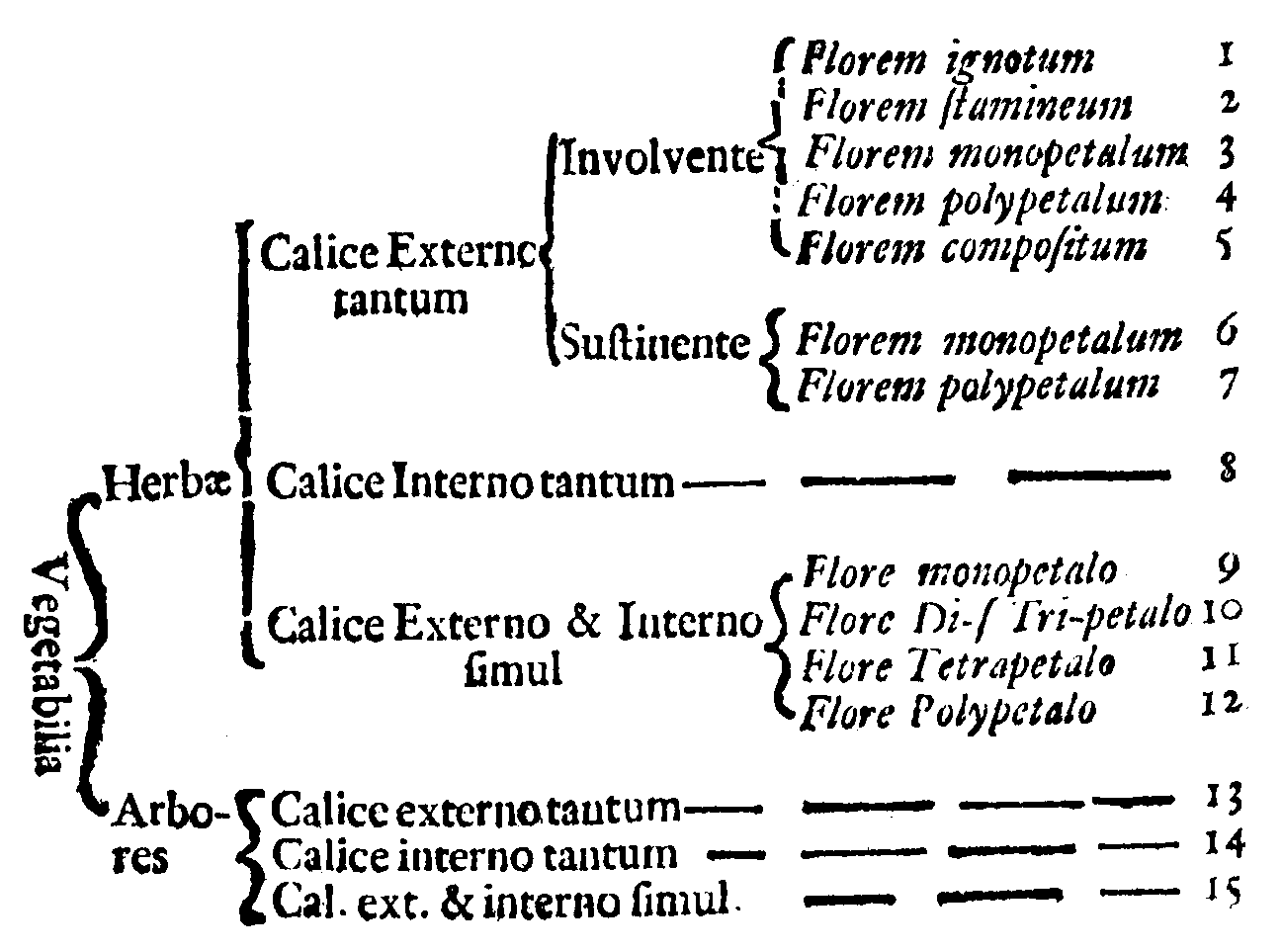
Pierre Magnol
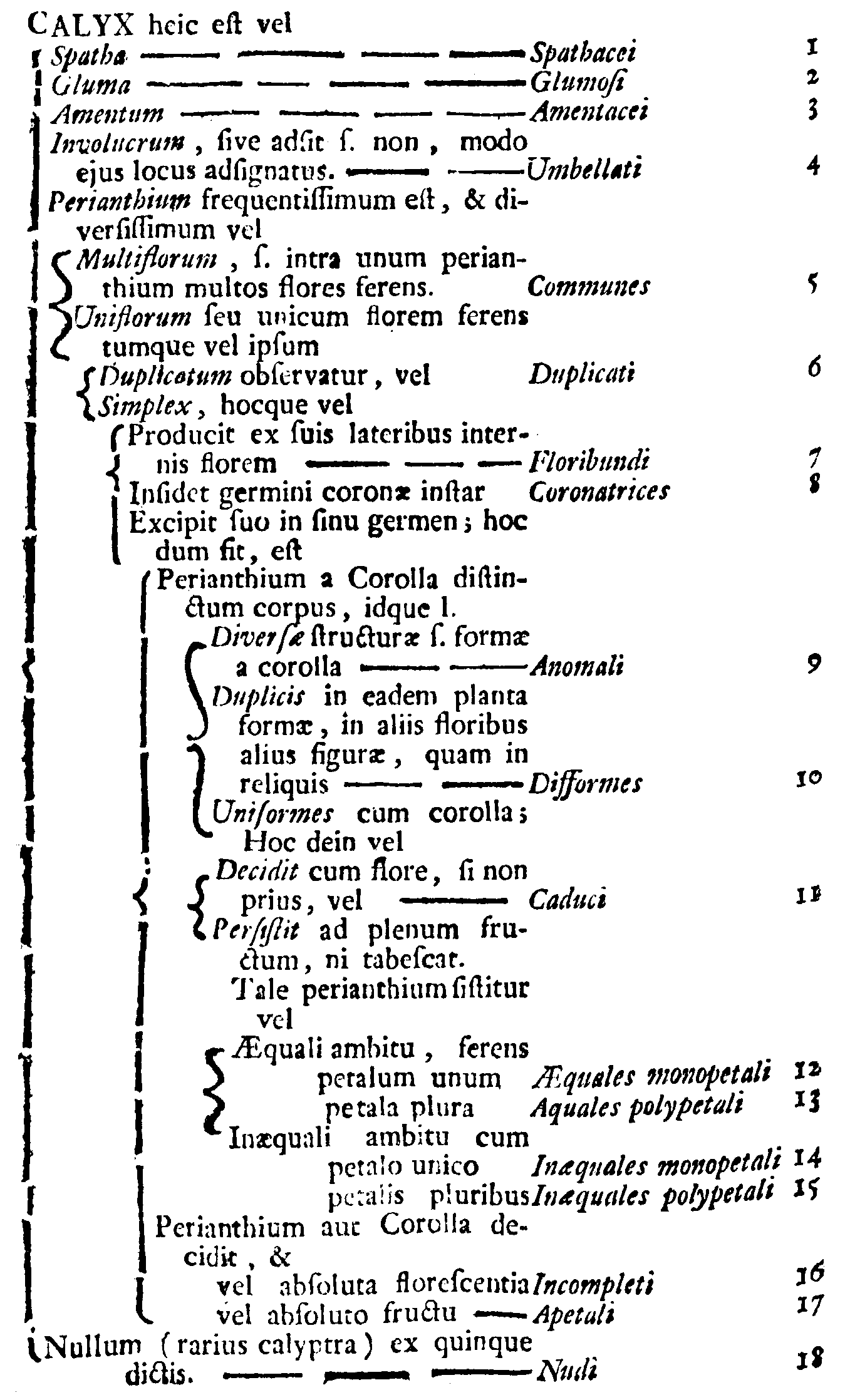
Carl von Linné

### Auflagen
- 1. Auflage, Leiden, 1738, 8°
- 2. Auflage, Halle/Saale, 1747, 8°

## Nachwirkung
Marie Jacques Philippe Mouton-Fontenille de La Clottes Tableau des systêmes de botanique von 1798 beruht teilweise auf Linnés Classes Plantarum.